# Susan Cunliffe-Lister, Countess of Swinton

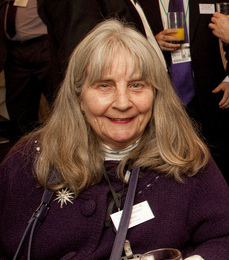
Baroness Masham of Ilton, 2011

Susan Lilian Primrose Cunliffe-Lister, Dowager Countess of Swinton, Baroness Masham of Ilton, DSG, DL (geborene Sinclair, * 14. April 1935 in Lyth, Caithness; † 12. März 2023) war eine britische Politikerin und Life Peeress.

## Leben und Karriere
Sie war die jüngere Tochter des Major Sir Ronald Sinclair, 8. Baronet, aus dessen Ehe mit Reba Blair Inglis. Sie besuchte die Heathfield School in Ascot und das London Polytechnic. 1959 heiratete sie David Cunliffe-Lister, Lord Masham, der 1972 den Titel 2. Earl of Swinton erbte. Damit erhielt sie den Höflichkeitstitel Countess of Swinton. Lord und Lady Swinton adoptierten zwei Kinder, Lady Clare Caroline Cunliffe-Lister (* 1965) und Hon. John Charles Yarburgh Cunliffe-Lister (* 1967). Ihr Gatte starb 2006.
Lady Swinton war eine prominente Konvertitin zur römisch-katholischen Kirche und Schirmherrin des Margaret Beaufort Institute of Theology.
1959 erlitt sie einen Fahrradunfall und behielt eine Behinderung zurück. Sie war seitdem auf die Benutzung eines Rollstuhls angewiesen und beschäftigte sich mit Themen, die mit Behinderung zu tun haben.
Cunliffe-Lister arbeitete ehrenamtlich als Sozialarbeiterin. Von 1973 bis 1985 war sie Mitglied der Peterlee and Newton Aycliffe Corporation. Von 1982 bis 1990 gehörte sie der Yorkshire Regional Health Authority an. Bis 1991 war sie Mitglied des General Advisary Council der BBC. Ab 1991 hatte sie das Amt eines Deputy Lieutenant von North Yorkshire inne. Von 1990 bis 1996 war sie Mitglied der North Yorkshire Family Health Service Authority. Außerdem gehörte sie von 1963 bis 1994 dem Board of Visitors des Wetherby Young Offenders Institute an. Seit 2005 war sie Lord Lieutenant von East Riding of Yorkshire.
Sie war Vorsitzende des vom britischen Innenministerium eingerichteten Committee on Young People Alcohol and Crime und Councillor des London Lighthouse. Cunliffe-Lister war Direktorin der Association for the Prevention of Addiction. Von 1963 bis 1988 war sie Präsidentin des North Yorkshire Red Cross und Schirmherrin (Patron) seit 1989. Von 1963 bis 1998 war sie auch Präsidentin der Yorkshire Association for Disabled und seit 1982 bei der Spinal Injuries Association. Sie übte dieses Amt auch für die Psoriasis Association, das Registration Council of Scientists in Health Care, die League of Friends of Harrogate Hospitals, das Institute of Welfare Officers und für das St Cecilia Orchestra in Ripon aus. Cunliffe-Lister war Vizepräsidentin des College of Occupational Therapists Action for Dysphasic und der Hospital Saving Association.
Sie war auch Schirmherrin der Disablement Income Group, von Adults (DIA) und International Spinal Research Trust. Sie war auch Präsidentin, Vizepräsidentin und Schirmherrin zahlreicher anderer Organisationen.
Lady Swinton betrieb das Masham Riding Centre in Masham, North Yorkshire.

## Mitgliedschaft im House of Lords
Am 12. Februar 1970 wurde sie als Baroness Masham of Ilton, of Masham in the North Riding of the County of York, zur Life Peeress erhoben und wurde dadurch auf Lebenszeit Mitglied des House of Lords. Im House of Lords schloss sie sich der Fraktion der Crossbencher an. Sie und ihr Mann waren eines von wenigen Paaren, bei dem beide Partner Titel im eigenen Recht trugen.
Sie war aktives Mitglied des House of Lords (Stand: Mai 2010), wo sie als Baroness Masham of Ilton bekannt war, obwohl sie den höheren Titel einer Countess trug. Als ihre politischen Interessen gab sie Gesundheitspolitik, Integration von Menschen mit Behinderungen, Strafvollzug und Strafrechtsreformen, Drogenmissbrauch, Landwirtschaft und Gartenbau an.
Sie gehörte im House of Lords mehreren Sonderausschüssen (Lords Select Committees) an. Von 1997 bis 1998 gehörte sie dem Science and Technology Sub-committee I (Resistance to Anti-Microbial Agents) und 2005 bis 2009 dem Sonderausschuss Administration and Works an. Sie gehört auch zahlreichen All-party groups an. Sie war stellvertretende Vorsitzende der AIDS Group und Vorsitzende der Health Group seit 2001. Ab 2001 war sie stellvertretende Vorsitzende der Skin Group. Ab 2002 übte sie dieses Amt bei der Pro-Life Group aus, ab 2005 bei der Patient and Public Involvement in Health Group. Seit 2005 war sie Sekretär (Secretary) der Patient Safety Group.
Sie war ab 2005 Schatzmeisterin (Treasurer) der Prison Health Group und der Headache Disorders Group. Ab 2006 war sie stellvertretende Vorsitzende der Drugs Misuse Group, der Men's Health Group und der Obesity Group. Ab 2007 war sie stellvertretende Vorsitzende der Accident Prevention Group und der Cancer Group.
Cunliffe-Lister war Schatzmeisterin der Primary Care and Public Health Group ab 2007 und der Spinal Cord Injury Group ab 2008. Sie war Sekretär (Secretary) der Chronic Pain Group ab 2008. Ab 2009 übte sie dieses Amt für die Umbilical Cord Blood and Adult Stem Cells Group aus. Ab 2009 war sie Schatzmeisterin der Continence Care Group.
Sie war Mitglied und stellvertretende Vorsitzende der Parliamentary All-Party Disablement Groupp Drug Misuse Ctee. Sie gehörte den Parliamentary Groups
Children, Alcohol Misuse, Breast Cancer, Food and Health, Skin and Epilepsy, Penal Affairs, Primary Care and Public Health an.

## Ehrungen
Sie erhielt 1985 einen Master of Arts ehrenhalber (Honorary Master of Arts) der University of York sowie im selben Jahr der Open University. 1988 wurde Cunliffe-Lister Honorable Fellow des Bradford & Ilkley Community College und erhielt einen Ehrendoktortitel der Rechtswissenschaften (Honorary Doctorate of Law) der University of Leeds. Sie wurde 1989 Freeman von Harrogate. 1990 erhielt sie die Ehrendoktorwürde als Doctor of Science (Honorable DSc) der University of Ulster. 1993 wurde sie Ehrendoktor der Rechtswissenschaften der Teesside University, 2001 der University of East Anglia (UEA). Die Keele University verlieh ihr 1993 einen Ehrendoktortitel als Doctor of Letters (Hon DLitt). Sie wurde 1981 Honorable Fellow des Royal College of General Practioners, 1996 bei der Chartered Society of Physiotherapy.
Ferner war sie Dame des Gregoriusordens.

## Titel und Anreden
- Miss Susan Lilian Primrose Sinclair (1935–1959)
- Lady Masham (1959–1970)
- The Right Honourable The Baroness Masham of Ilton (1970–1972)
- The Right Honourable The Countess of Swinton (1972–2006)
- The Right Honourable The Dowager Countess of Swinton (2006–2023)